# Wydział Inżynierii Środowiska i Energetyki Politechniki Poznańskiej
Wydział Inżynierii Środowiska i Energetyki – jeden z dziewięciu wydziałów Politechniki Poznańskiej. Jego siedziba znajduje się przy ul. Piotrowo 5 w Poznaniu. Wydział powstał w 2020 roku po likwidacji Wydziału Budownictwa i Inżynierii Środowiska.

## Struktura
Wydział dzieli się na trzy instytuty. Te z kolei podzielone są na 8 zakładów.
- Instytut Energetyki Cieplnej
  - Zakład Inżynierii Lotniczej
  - Zakład Paliw i Energetyki Odnawialnej
- Instytut Elektroenergetyki
  - Zakład Elektrowni i Gospodarki Elektroenergetycznej
  - Zakład Sieci i Automatyki Elektroenergetycznej
  - Zakład Urządzeń Rozdzielczych i Instalacji Elektrycznych
  - Zakład Wysokich Napięć i Materiałów Elektrotechnicznych
- Instytut Inżynierii Środowiska i Instalacji Budowlanych
  - Zakład Ogrzewnictwa, Klimatyzacji i Ochrony Powietrza
  - Zakład Zaopatrzenia w Wodę i Biogospodarki

## Kierunki studiów
W roku akademickim 2022/2023 wydział kształci na następujących kierunkach.
Studia stacjonarne I stopnia:
- Energetyka
- Inżynieria Środowiska

Studia stacjonarne II stopnia:
- Elektroenergetyka
- Energetyka
- Energetyka Przemysłowa i Odnawialna
- Inżynieria Środowiska

Studia niestacjonarne I i II stopnia:
- Energetyka
- Energetyka Przemysłowa i Odnawialna
- Inżynieria Środowiska

## Władze wydziału[3]
- Dziekan: prof. dr hab. inż. Zbigniew Nadolny
- Prodziekan do spraw kształcenia na kierunku Inżynieria Środowiska: dr hab. inż. Alina Pruss, prof. PP
- Prodziekan do spraw kształcenia na kierunku Elektroenergetyka, Energetyka, Energetyka Przemysłowa i Odnawialna: dr inż. Grzegorz Dombek
- Prodziekan do spraw kształcenia na kierunku Inżynieria Lotnicza, Niestacjonarnego, Praktyk i ds. Erasmusa: dr inż. Robert Kłosowiak
- Prodziekan do spraw nauki: dr hab. inż. Izabela Kruszelnicka, prof. PP